# Diplogeomyza media
Diplogeomyza media är en tvåvingeart som beskrevs av Mcalpine 1967. Diplogeomyza media ingår i släktet Diplogeomyza och familjen myllflugor. Inga underarter finns listade i Catalogue of Life.